# Vörösnyakú sólyom
Az vörösnyakú sólyom  vagy vörösfejű sólyom (Falco chicquera) a madarak osztályának sólyomalakúak (Falconiformes) rendjéhez, azon belül  a sólyomfélék (Falconidae) családjához tartozó faj.

## Előfordulása
Banglades, India, Nepál és Pakisztán, valamint Benin, Bissau-Guinea, Botswana, Burundi, Csád, a Dél-afrikai Köztársaság,  Etiópia, Gambia, Ghána, Guinea, Kamerun, Kenya, a Kongói Demokratikus Köztársaság, a Közép-afrikai Köztársaság, Lesotho, Malawi, Mali, Mauritánia, Mozambik, Namíbia, Niger, Nigéria, Ruanda, Szenegál, Szudán, Szváziföld, Tanzánia, Togo, Uganda, Zambia és Zimbabwe területén honos. Kóborlásai során eljut Angolába, Mianmarba, Sierra Leonéba és Szomáliába is.

## Alfajai
- Falco chicquera chicquera
- Falco chicquera horsbrughi
- Falco chicquera ruficollis

## Megjelenése
Testhossza 28–36 centiméter, szárnyfesztávolsága 55–69 centiméter. A hím testtömege 139–178 gramm közötti, a tojóé 190–305 gramm.

## Életmódja
Madarakkal, denevérekkel és rovarokkal táplálkozik.

## Szaporodása
Fészekalja 3-4 tojásból áll, melyen 32-35 napig kotlik. A fiókák kirepülési ideje 5-6 hét.